# Booker Little
Booker Little (Memphis (Tennessee), 2 april 1938 – New York, 5 oktober 1961) was een Amerikaanse jazztrompettist en componist.

## Biografie
Little was afkomstig uit een muzikale familie, waarin zijn ouders trombone en orgel speelden. Zo beïnvloed verdiepte hij zich op de middelbare school naast zijn spel in een marsband in zijn klassieke opleiding om daarna te gaan studeren aan het conservatorium in Chicago bij Andy Goodrich. In 1957 begon hij op voorspraak van Sonny Rollins in de band van Max Roach. Met deze band trad hij in 1958 op tijdens het Newport Jazz Festival en was hij betrokken bij Roach’ Freedom Now Suite. In 1959 ging hij naar New York, werkte daar in clubs en met John Coltrane (Afrika Brass Session, 1961), Slide Hampton, Teddy Charles en Sonny Stitt.
Al in 1960 toonden zijn opnamen met Tommy Flanagan resp. Wynton Kelly, Scott LaFaro en Roy Haynes (The Legendary Quartet Album), dat hij beschikte over een volle, volwassen en tevens energieke sound. In 1961 volgden legendarische liveopnamen met Eric Dolphy, met wie hij in de Five Spot speelde in een kwintet (met Mal Waldron, Richard Davis, Ed Blackwell). 
De trompettist Booker Little behoort tot het rijtje muzikanten als Fats Navarro, Eric Dolphy en Clifford Brown, die aan het begin van een grote muzikale carrière overleden. Zijn compositie- en trompetstijl, aanvankelijk georiënteerd aan Miles Davis en Clifford Brown, werd sterk beïnvloed door de muzikale ingevingen van Charles Mingus, Duke Ellington en John Coltrane. Hij was een van de eerste trompettisten, die in de jazz weloverwogen dissonantie en microtonale effecten gebruikte. Net als Dolphy probeerde hij 'de harmonie van binnenuit op te blazen'. Trompettisten als Dave Douglas namen bewust hun toevlucht tot deze techniek.

## Overlijden
Booker Little overleed in oktober 1961 op 23-jarige leeftijd.

## Discografie
als leader
- 1958: Booker Little 4 And Max Roach (United Artists/Blue Note Records)
- 1960: Booker Little Quartet (Time Records (Amerika)|Time Records)
- 1961: Out Front met Eric Dolphy, Julian Priester, Ron Carter, Max Roach
- 1961: Booker Little and Friend (Bethlehem Records), met Julian Priester, George Coleman, Don Friedman, Reggie Workman, Pete La Roca

als sideman
- 1958: Max Roach: Deeds, Not Words (Original Jazz Classics|OJC)
- 1959: Slide Hampton: Slide! (Fresh Sound Records)
- 1960: Abbey Lincoln: Straight Ahead (Candid Records)
- 1960: Eric Dolphy: Far Cry (OJC)
- 1961: Max Roach: Percussion Bitter Suite (OJC)
- 1961: Eric Dolphy: At The Five Spot Vol. 1 & 2 (OJC)
- 1961: Eric Dolphy Memorial Album (OJC)
- 1961: John Coltrane: Africa/Brass (Impulse! Records)